# Medal Komisji Edukacji Narodowej
Medal Komisji Edukacji Narodowej (w skrócie: Medal KEN) – polskie odznaczenie resortowe nadawane za szczególne zasługi dla oświaty i wychowania przez Ministra Edukacji Narodowej.
Medalowi patronuje Komisja Edukacji Narodowej – pierwszy w Polsce i Europie centralny organ władzy oświatowej, powołany przez Sejm 14 października 1773 na wniosek króla Stanisława Poniatowskiego.

## Historia
Medal Komisji Edukacji Narodowej ustanowiony został ustawą z dnia 27 kwietnia 1956 r. o prawach i obowiązkach nauczycieli, która przewidywała, że medal ten nadawany będzie „osobom zasłużonym dla oświaty i wychowania, w szczególności za działalność w zakresie piśmiennictwa, nauk pedagogicznych, programów, podręczników i pomocy naukowych” (art. 31 ust. 2). Medal został utrzymany w aktualnie obowiązującej ustawie z 26 stycznia 1982 – Karta Nauczyciela, która określiła, że Medal Komisji Edukacji Narodowej nadawany będzie nauczycielom i innym osobom za szczególne zasługi dla oświaty i wychowania.
Zasady nadawania Medalu zmieniały się w szczegółach na przestrzeni lat, aczkolwiek były zbliżone, określano je zarządzeniami z 1967, 1982, 1991. Obecnie określa je rozporządzenie Ministra Edukacji Narodowej z dnia 20 września 2000.
Zgodnie z nim, Medal jest nadawany za szczególne zasługi dla oświaty i wychowania, w szczególności w zakresie działalności dydaktycznej, wychowawczej i opiekuńczej, twórczości dla dzieci i młodzieży oraz kształcenia i doskonalenia nauczycieli:
- autorom wybitnych prac pedagogicznych, wyróżniających się nowatorskich podręczników i pomocy naukowych,
- nauczycielom legitymującym się co najmniej siedmioletnią wyróżniającą się działalnością dydaktyczną, wychowawczą i opiekuńczą, inicjującym i podejmującym nowatorskie formy i metody pracy edukacyjnej,
- autorom utworów literackich, popularnonaukowych, dzieł scenicznych, muzycznych, plastycznych, filmowych, widowisk telewizyjnych i audycji radiowych, które wywierają szczególnie wartościowy wpływ wychowawczy i edukacyjny na dzieci i młodzież,
- nauczycielom akademickim legitymującym się wybitnym dorobkiem w zakresie oświaty i wychowania,
- działaczom społecznym i związkowym, fundatorom oraz innym osobom, których działalność wydatnie przyczynia się do rozwoju oświaty i wychowania,
- wyróżniającym się pracownikom nadzoru i doradztwa pedagogicznego oraz doskonalenia zawodowego nauczycieli,
- obywatelom polskim mieszkającym za granicą, cudzoziemcom i innym osobom, którzy swoją działalnością przyczyniają się do promowania Polski za granicą i rozwoju współpracy międzynarodowej w zakresie oświaty i wychowania,
- innym osobom legitymującym się wybitnym, uznanym dorobkiem w zakresie oświaty i wychowania.

Medal Komisji Edukacji Narodowej nadaje minister właściwy do spraw oświaty i wychowania, którego nazwa zmieniała się w czasie, od 2023 jest to minister edukacji. Minister nadaje Medal z własnej inicjatywy albo na wniosek innych organów. Wraz z Medalem wręczana jest jego legitymacja. Do 2000 roku minister mógł osobę wyróżnioną pozbawić Medalu w razie stwierdzenia, że nadanie Medalu nastąpiło na podstawie sfałszowanych dokumentów lub gdy osoba ta stała się niegodna Medalu.
Od 16 kwietnia 2010 może być nadawany pośmiertnie.

## Opis odznaki

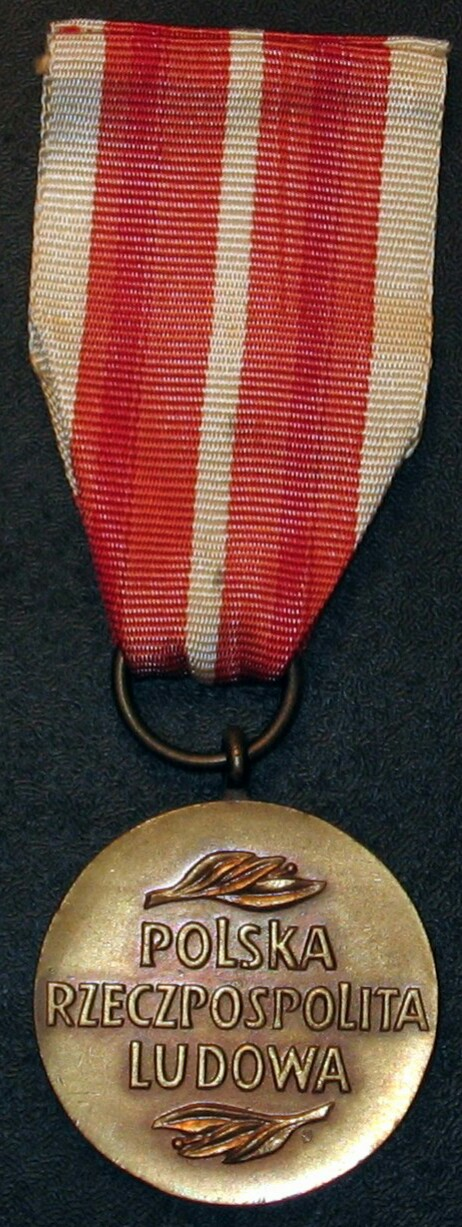
Rewers Medalu przed 1991

Medal ma kształt koła o średnicy 36 mm i wykonany jest z metalu koloru jasnobrązowego. Na awersie Medalu widnieje wizerunek otwartej książki przełożonej gałązką drzewa laurowego oraz napis w otoku MEDAL KOMISJI EDUKACJI NARODOWEJ. Na rewersie Medalu jest umieszczony napis RZECZPOSPOLITA / POLSKA, a w dolnej i górnej części wizerunek gałązek drzewa laurowego. Do 1991 na rewersie znajdował się napis: POLSKA / RZECZPOSPOLITA / LUDOWA.
Medal jest zawieszony na czerwonej wstążce o szerokości 35 mm z trzema pionowymi białymi paskami – dwoma o szerokości 5 mm umieszczonymi po zewnętrznych stronach wstążki oraz środkowym o szerokości 2 mm.
Medal nosi się na lewej stronie piersi, w kolejności bezpośrednio po orderach i innych odznaczeniach państwowych.